# Constantino, o Africano
Constantino o Africano, (Cartago, 1020 — Montecassino, Itália, 1087) dedicou-se ao comércio das drogas orientais com Salerno e, ao observar a ausência de textos médicos, regressou por três anos ao Norte de África, onde recolheu diversos manuscritos árabes de medicina levando-os para Salerno em 1065. As traduções realizadas por Constantino foram de grande interesse, pois com elas entraram em Salerno novas vertentes do saber médico. Pouco depois cristianizou-se com a recomendação do arcebispo Alfano e ingressou na comunidade beneditina de Montecassino, onde permaneceu até à sua morte.

## Realizações
Na qualidade de irmão leigo, traduziu várias obras médicas importantes do árabe para o latim, num total de cerca de três dezenas de textos, alguns terminados pelo seu discípulo Joanes Afflacius. Constantino era fluente em árabe, persa e grego e encorajou os seus alunos a traduzir para latim tudo o que lhes chegasse às mãos. Entre os textos traduzidos, Kitab al-Malaki, de Ali Abbas, Zād al mussāfir wa tuhfatu elqādim (Viaticum), de ibn al-Gazzar, Libri universalium et particularium diaeterum, Liber de urinis e o Liber febrium, de Ishaq al-Israili ou Isaac Iudaeus,  Isagoge, de Hunaine ibne Ixaque, Aforismos, de Hipócrates, De coitu, de Alexandre de Trales.
Constantino influenciou portanto o mundo médico europeu, uma vez que em vez de meros fragmentos dos conhecimentos clássicos surgiram sistematicamente obras completas de sabedoria.
Os tratados de Constantino o Africano tiveram um efeito considerável no século XII como conteúdo da coleção intitulada de Ars medicine ou Articella. O centro de Salerno não alargou somente a esfera prática da competência dos médicos de Salerno, mas também teve um efeito estimulante de organização do novo conhecimento médico.